# New York Daily News
El New York Daily News es un periódico estadounidense con sede en la ciudad de Nueva York. Es el cuarto periódico de circulación más difundido en los Estados Unidos con una circulación diaria de 703,137, al 30 de marzo de 2008. El primer periódico estadounidense impreso en formato de tabloide, fue fundado en 1919, y al 2007 es operado por Mortimer Zuckerman. Ha ganado diez Premios Pulitzer. En el siglo XIX circuló otro periódico del mismo nombre (en), entre 1855 y 1906.

## Daily Planet
El Daily News sirvió como modelo para el Daily Planet en las películas de Superman, empezando con Superman: The Movie en 1978. El Edificio de News sirvió como la sede del Daily Planet, con un gran globo que hacía de como emblema del Planet.
Cuando Superman debutó en público, el Planet sacó en su primera plana, "MARAVILLA ENCAPUCHADO ATURDE A LA CIUDAD", mientras que el editor de Planet Perry White lo comparó con otros periódicos en Metrópolis, también parecidos a otros periódicos de Nueva York: 
- El Metropolis Post, un tabloide: "VUELA!"
- El Daily News, un tabloide, también al periódico original de Nueva York: "MIRA UN HOM..- SIN CABLES!"
- The Metropolis Times, un periódico: "BOMBA AZUL ESTREMECE METRÓPOLIS."